# Tetraloniella davidsoni
Tetraloniella davidsoni là một loài Hymenoptera trong họ Apidae. Loài này được Cockerell mô tả khoa học năm 1905.